# Calybites hauderi
Calybites hauderi là một loài bướm đêm thuộc họ Gracillariidae. Loài này có ở România và Pyrenees đến miền nam Anh.
Sải cánh dài khoảng 10 mm. Con trưởng thành bay vào tháng 7 và tháng 8, overwintering as an adult.
Ấu trùng ăn Acer campestre. Chúng ăn lá nơi chúng làm tổ.